# Enfermedad criptogámica

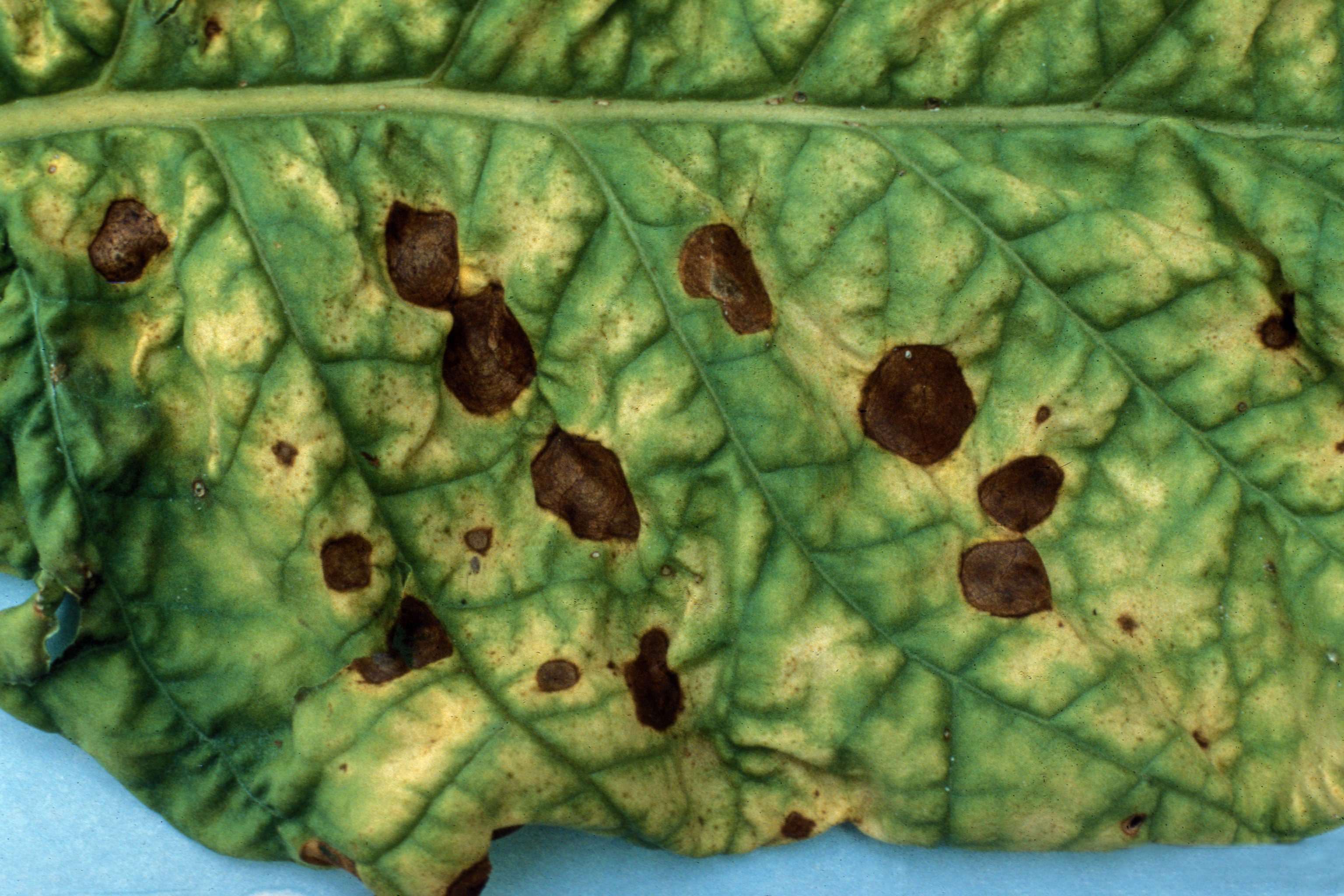
Hoja de tabaco atacada por Alternaria alternata, un hongo patógeno.

Una enfermedad criptogámica es una enfermedad de las plantas causada por un hongo u otro organismo filamentoso parásito (caso de los Oomycetes). 
Cuando el afectado es un animal, la enfermedad se llama micosis.

## Definición de enfermedad criptogámica
Históricamente, los hongos filamentosos y otros organismos filamentosos han sido clasificados como plantas criptógamas. Por este motivo se ha utiliza la denominación "criptogámica" para las enfermedades de las plantas causadas por este conjunto de organismos. 
Las diversas formas de las enfermedades criptogámicas representan aproximadamente el 90% de las enfermedades de las plantas.

## Evolución general de una enfermedad criptogámica
Contaminación: las esporas de los hongos se depositan en las plantas (transportadas por el viento, por ejemplo), germinan y penetran en el interior de los tejidos. El hongo pasa a través de los orificios naturales (estomas, lenticelas), o entra por lesiones en las plantas (sobre todo por las causadas por los insectos), o incluso es capaz de atravesar la cutícula.
Incubación: el hongo se ramifica e invade las células de los tejidos o los espacios intercelulares.
Aparición y desarrollo de los síntomas, acompañado de la fructificación del hongo.
La planta atacada puede languidecer (necrosis del tejido, obstrucción de los vasos ...).
Los productos utilizados para la lucha contra las enfermedades criptogámicas son llamados fungicidas.

## Ejemplos de enfermedades criptogámicas
- Alternariosis
- Antracnosis
- Botritis
- Carbón del maíz
- Cladosporiosis
- Corineum
- Entomosporiosis
- Esca
- Eutipiosis
- Fusariosis
- Gommose
- Gravelle
- Helmintosporiosis (Drechslera poae)
- Mal Secco
- Mildiu
- Moniliosis o 'Monilia
- Oidium
- Pie negro
- Podredumbre gris
- roya
- Sharka
- Septoriosis
- Esclerotiniosis
- Roña
- Piriculariosis